# Pentobesa schrottkyi
Pentobesa schrottkyi is een vlinder uit de familie van de tandvlinders (Notodontidae). De wetenschappelijke naam van de soort is voor het eerst geldig gepubliceerd in 1911 door Dognin. De soort heeft tot heden nog geen beschreven ondersoorten.